# Bibliothèque Sbihi
La bibliothèque Sbihi est l'une des principales bibliothèques de la ville de Salé, au Maroc, et l'une des plus importantes bibliothèques privées du pays.

## Histoire

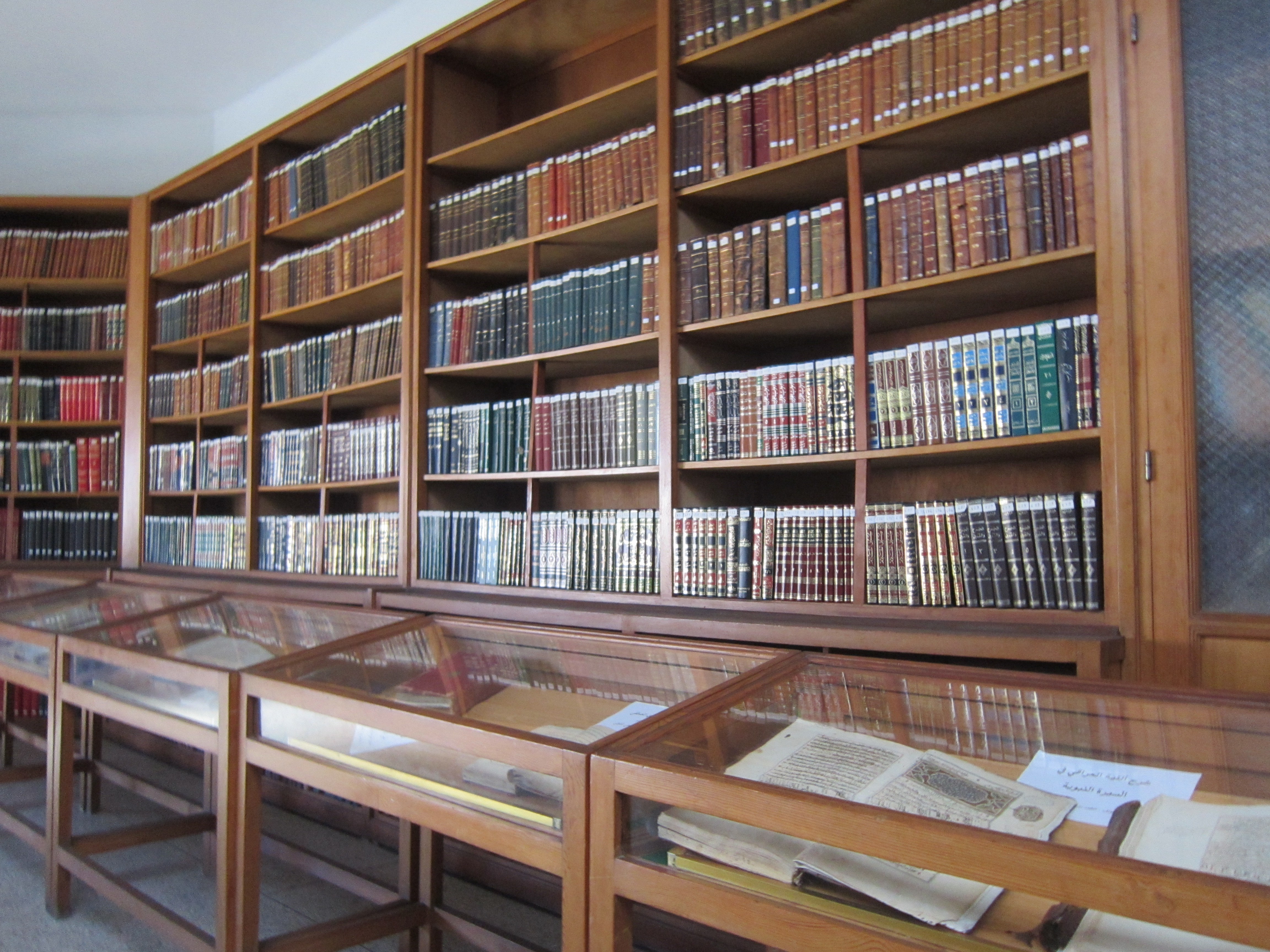
Intérieur de la bibliothèque

La bibliothèque a été fondée en 1967 par hajj Mohamed Sbihi (1882-1969) et hajj Abdellah Sbihi (1914-1995). Comme les fondateurs l'ont voulu dans leurs testaments, la bibliothèque demeure une fondation privée à but non lucratif ouverte au public, notamment aux étudiants et aux chercheurs. Elle met à disposition du public, un fonds documentaire constitué d'archives et de manuscrits en langues arabe et française. C'est aussi un petit musée proposant un large éventail d'instruments de navigation, de décorations, d'anciens livres de cuirassés, de cartes et d'archives historiques sur Salé. Elle est conservée par l'ingénieur agronome Ahmed Sbihi et par son frère, l'homme politique Mohamed Amine Sbihi. Elle est aussi un espace destiné aux conférences aux hommes de lettres, historiens et artistes .

## Maison d'édition

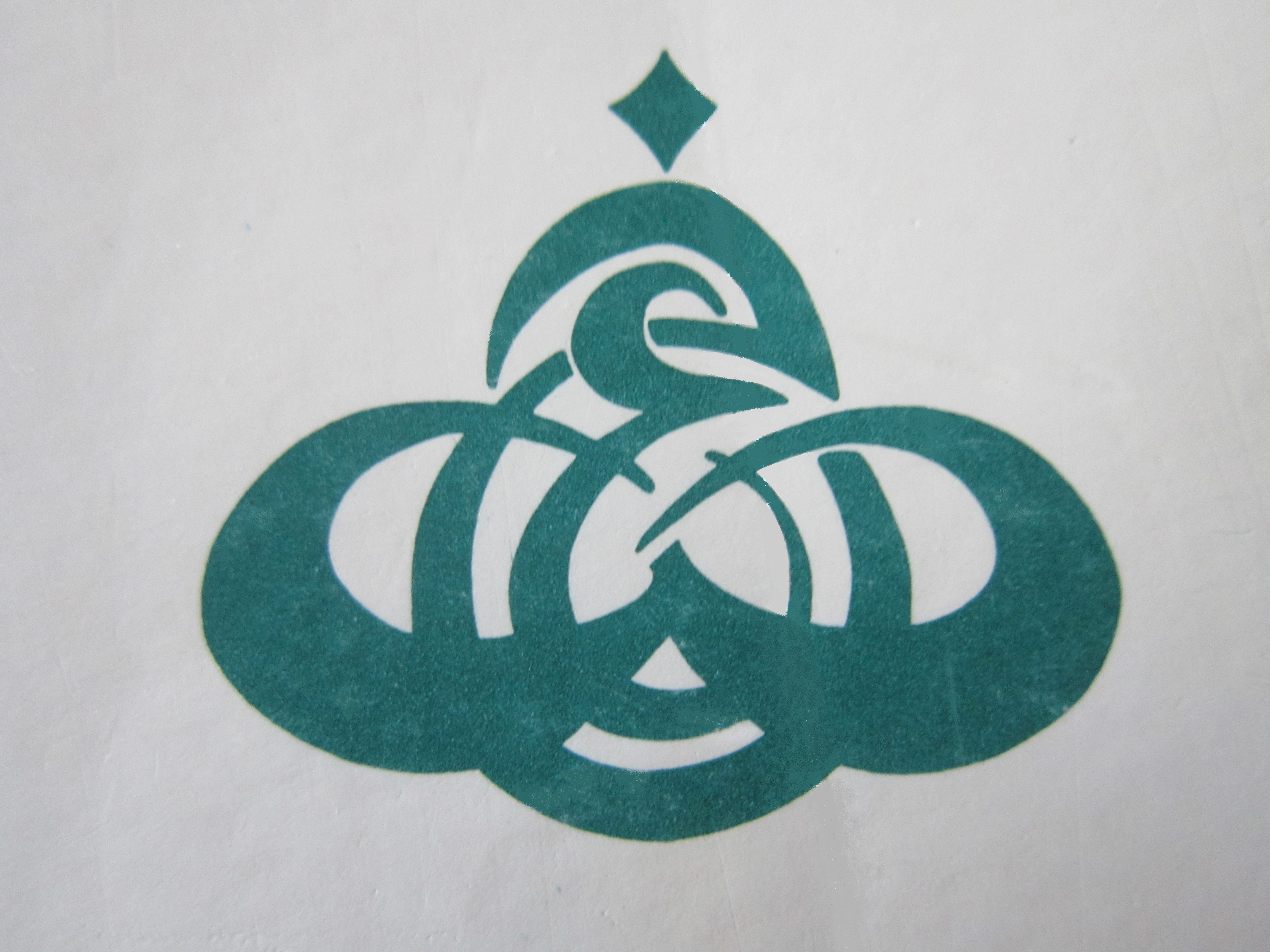
Logo des éditions Sbihi

La bibliothèque jouit aussi de sa propre maison d'édition ; elle compte parmi ses publications un large catalogue d'ouvrages en rapport avec la ville de Salé.

## Collections

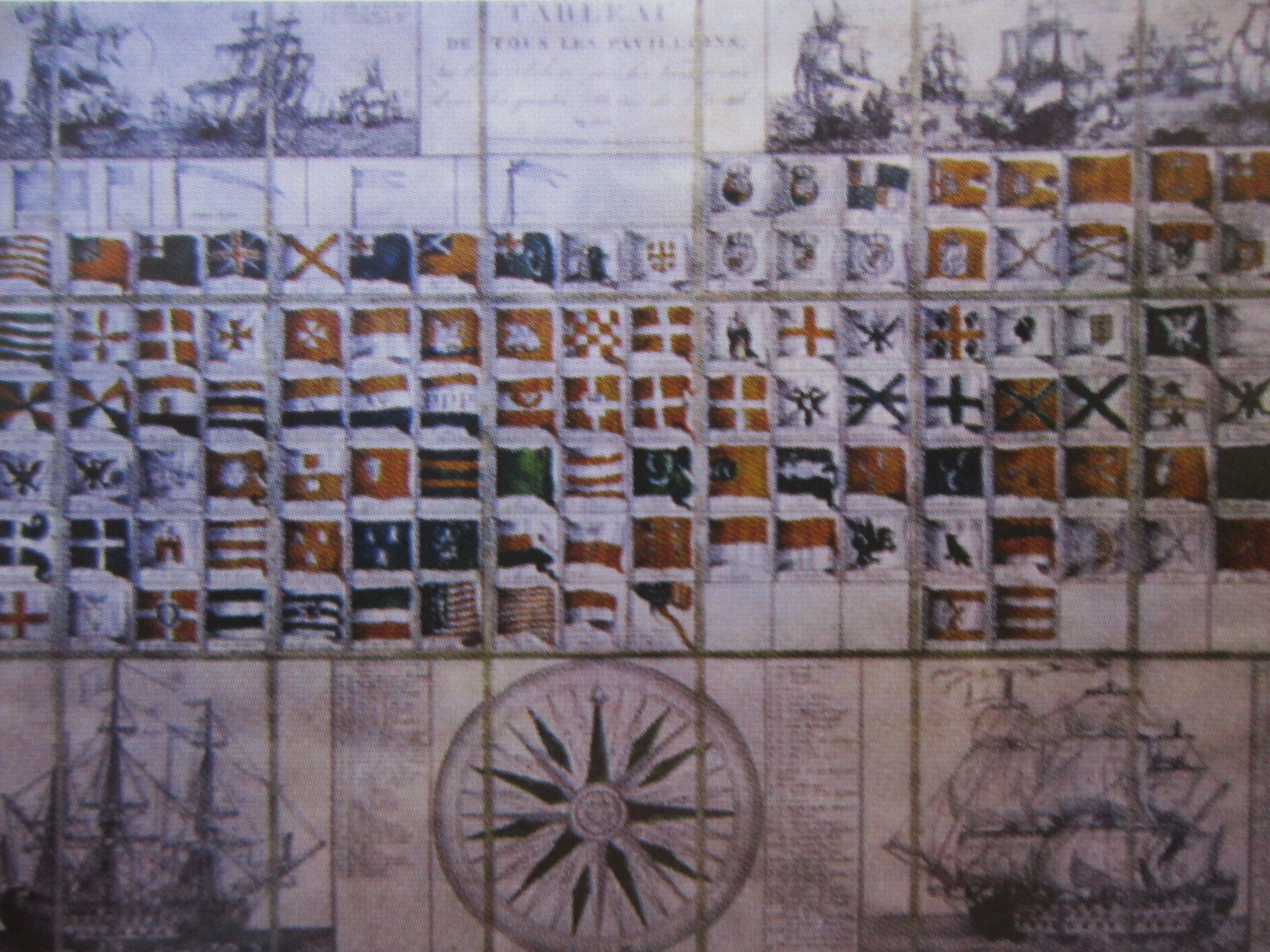
Tableau de tous les pavillons marins dont ceux de Salé, 1737 (propriété de la Bibliothèque Sbihi)
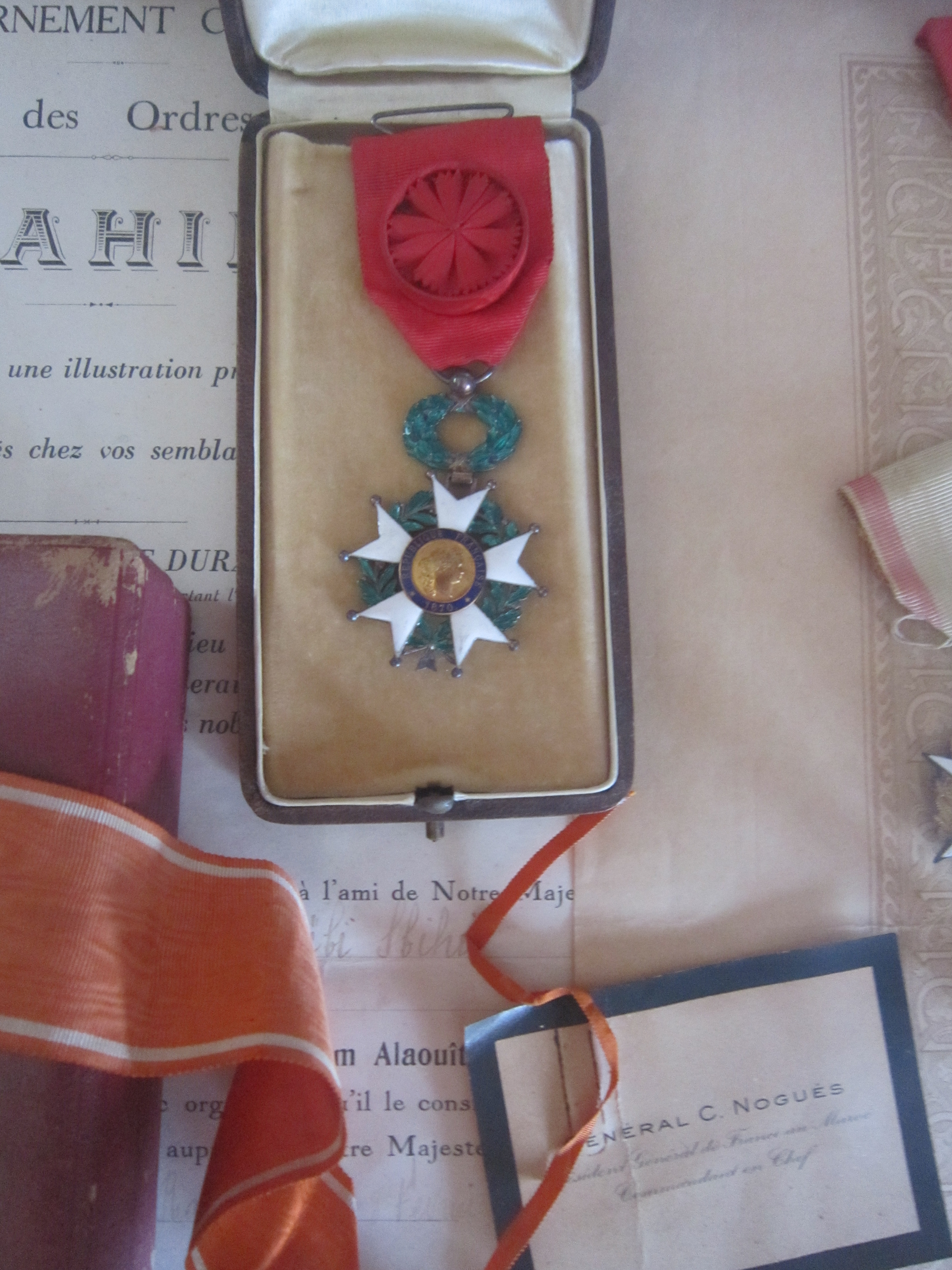
Décorations françaises (propriété de la Bibliothèque Sbihi)